# 독일의 역사교육
독일은 지난 20세기에 제2차 세계 대전의 추축국이었던 경력을 가지고 있고, 현재 독일 사회에서 그 전쟁 범죄에 대한 교육을 하고 있다.

## 제 2차 세계대전과 나치 독일의 전쟁 범죄
제2차 세계 대전 동안 나치 독일은 유대인을 말살 시키려는 목적으로 홀로코스트를 자행한다. 또한 나치 독일은 유대인 외에도 공산주의자, 동성애자, 집시, 장애인, 소련군 전쟁 포로, 프리메이슨, 여호와의 증인 등 여러 ‘원치 않은 부류’를 유대인과 함께 학살하였다. 이들 중 거의 대부분은 집단 강제 수용소에 옮겨져 강제노동으로 동원된 후 조직적으로 학살 되었다.
이 전쟁 범죄의 역사를 독일은 독일 국민들에게 객관적으로 가르친다.

## 독일 역사교육의 특징

### 독일 교과 속의 역사교육
홀로코스트는 다양한 방법으로 다양한 교과 과정에서 다루어진다.
- 역사(history) : 독일 역사 과목에서 나치 시대는 20세기 독일 역사로 다루어 진다. 아비투어 시험을 통과하고 대학 진학을 앞둔 18~19살의 학생들은 20세기 독일 역사에 대한 교육을 9학년, 10학년 총 2년에 걸쳐 교육받게 된다.
- 시민 연구, 시사 교육(civic studies and current affairs) : 홀로코스트를 통해 얻은 교훈을 독일의 정치 제도와 민주주의 사회의 정치에 중요한 점들을 연관시켜 교육을 한다. 독일의 극우, 반유대주의 또 독일을 떠나 세계적으로 보스니아 인종 청소, 중동 갈등 등과 같은 시사를 다룰 때에 독일 교사들은 홀로코스트의 교훈을 통해 관용과 법의 지배의 중요성을 강조하여 가르친다.
- 종교, 윤리 수업(religions and ethics classes) : 전체주의와 반유대주의에 대항하여 맞서 싸우지 못하고 암묵적으로 동의를 한 독일인들의 죄책감과 그에 대한 책임감을 강조하여 수업을 한다. 교사들은 종종 지역 유대인 공동체 조직 구성원들과 학생들 간의 회의를 주최하거나, 유대인 예배당과 홀로코스트 기념관 또는 박물관을 학생들과 방문한다.
- 현장 학습 : 독일 교과 과정 중에는 옛 포로 수용소 자리에 있는 홀로코스트 기념관이나 박물관에 수학 여행을 가는 것을 의무로 하고 있다. 사실 옛 수용소 방문자 중 가장 많은 비율이 독일 교사와 학생들로 이루어져 있다.[2]

### 독일 교과서를 통해 본 역사 교육
독일은 대한민국과 달리 독일 교육연구부 교육부에서 지정 역사 교과서를 따로 편찬하지 않고, 각 학교와 지방, 교사들에게 역사 교육의 자율권을 보장한다. 이에 따라 독일에는 많은 역사 교과서가 있지만, 대부분의 교과서들은 교육부 역사 교육 지침을 따른다. 특히 이들은 나치 정권에 대한 내용을 자세하게 서술한다.
나치 정권을 다루는 독일의 역사교과서들은 히틀러의 등장부터 나치즘의 핵심 사상인 나치즘, 반유대주의를 기술하고 전체주의, 그리고 제 2차 세계대전 등을 차례대로 짚어 나간다.

## 통일 이후 독일 역사교육의 방침
이들 역사 교과서들은 사회적 합의에 의한 확고한 방침에 따르고 있다. 통독 이후 새로운 역사 교육의 원칙을 동독 역사교육과 비교해 보면 다음과 같다.
- 개방성의 원리 : 다양한 역사상을 반영한다
- 개별성의 원리 : 역사를 통해 개인 각자의 해방, 책임능력, 자의식, 세계상 등을 개발한다.
- 학생 관련의 원칙 : 학생의 능력과 취향을 고려하여 스스로의 능력을 키워준다.
- 현재 관련의 원칙 : 역사는 현재의 이해에 도움이 되어야 하고 정치적-역사적 사고로 이끌어야 하며 현재의 위기상황을 극복해 나가는 데 도움이 되어야 하고 사회적 환경 속에서의 정체성 형성에 기여하며 유럽의 민족 속에서 독일 국민의 적합한 역할을 촉진해야 한다. 이질적인 것에 대한 이해와 관용의 원칙: 다원적 관점에서 시각의 다양함을 존중한다.
- 가치관련의 원칙 : 헌법의 규범을 배경으로 하는 역사교육을 실시한다.[4]

특히 나치 정권에 대한 베를린 주 정부의 역사교육 지침은 다음과 같은 목표를 설정하고 있다.
- "나치 이데올로기의 기본 요소와 나치가 등장하게 된 원인과 그 영향, 그리고 인간을 경시하는 파괴적인 특징을 학생들에게 가르치고, 이러한 나치의 세계관이 어째서 과학적으로는 지탱될 수 없는지를 익힐 수 있도록 한다. 그리고 당시 독일 국민이 나치즘이라는 당시 상황에 순응하고 나아가 이를 도왔다는 것은 대체 어떻게 일어날 수 있는 일이었는지를 알게 하고, 나치의 탄압과 인간 학살 시스템이 가지는 비인간성과 반민주주의적 경향과 싸워야 하는 이유를 깨닫게 한다"[5]

## 독일과 주변나라의 역사 공동 연구
국제 교과서 문제 연구 기관인 ‘게오르크 에케르트 연구소’는 독일 정부의 지원을 받으며 제2차 세계 대전 이후 독일과 이웃국가간의 화해 방안으로 교과서 공동연구를 추진하고 있다.
특히 프랑스와 독일은 1951년 유럽의 역사의 이견이나 논쟁점에 대한 합의를 채택했고, 1990년 '역사 교과서 수정 지침서'를 편찬하며 서로간의 역사 해석의 차이가 빚는 갈등을 줄이고자 노력했다. 현재는 두 나라의 교육학자들이 교사용 지침서를 공동 집필하는 단계에 이르고 있다. 이외에도 폴란드, 체코 등과 함께 유럽 역사에 관한 이견이나 논쟁점들을 논의했는데, 체코와 독일은 1968년 교과서 공동연구를 추진한 이후 독일의 침략 부분과 체코에서 추방된 소수 독일인 문제 등 아직까지도 논란이 되고 있는 내용들에 관해 협의하고 있다. 1992년 유럽 13개국 학자들은 '유럽 공동 역사교과서'를 출판했으며 이탈리아 등 몇몇 유럽 국가에서는 이를 교과서로 채택했다.